# Daniel Peharnik-Hotković
Barun Daniel Peharnik-Hotković (na njemačkom: Daniel Freiherr von Peharnik-Hotkovich), (*Šipak (danas Budrovci Draganićki) kod Karlovca, 1745.; †Beč, 4. rujna 1794.), hrvatski plemić i austrijski general, vitez Vojničkog reda Marije Terezije, član plemićke obitelji Hotković.

## Životopis
Rođen na karlovačkom području, gdje je njegova obitelj živjela već od kraja 15. stoljeća, Daniel je 1762. sa sedamnaest godina stupio u vojnu službu u Slunjskoj pukovniji. S 24 godine već je stekao čin satnika, a četiri godine kasnije (1773.) postao je bojnik.
U svojoj vojnoj karijeri sudjelovao je u nizu bitaka i ratova, među kojima u ratu za bavarsko naslijeđe (1778-1779.), kada je imao čin dopukovnika, te u osmom po redu velikom Habsburško-turskom ratu (1788-1791.) na čijem je početku kao pukovnik zapovijedao 3. (Ogulinskom) graničarskom pukovnijom. U potonjem ratu vrlo je zaslužan za oslobođenje jednog dijela hrvatskog teritorija na području Korduna, u kojem je pod habsburšku vlast potpalo nekoliko utvrda, među kojima Drežnik i Cetingrad.
Prigodom početka opsade Drežnika dana 9. veljače 1788. godine smrtno je stradao Danielov dvadesetdvogodišnji sin, koji je kao pregovarač zajedno s jednim trubačem krenuo da nagovori turskog zapovjednika na predaju utvrde, ali ih je osmanska straža pucnjevima zaustavila. Odmah nakon toga je uslijedila žestoka topovska vatra hrvatsko-austrijskih artiljeraca i poslije dva dana Drežnik je oslobođen. Pritom je zarobljeno 178 Turaka. 
U ratnim mjesecima koji su uslijedili zapovijedao je Peharnik-Hotković operacijama habsburške vojske kod Tršca, Rakovice, Izačića, Ostrošca i drugih pograničnim mjesta, a organizirao je i izvidničke pohode na cetingradskom području. Godine 1789. unaprijeđen je u čin general-bojnika.  
Posebnu sposobnost i hrabrost dokazao je sredinom 1790. godine prigodom opsade i oslobađanja velike i moćne tvrđave Cetingrad, kada je u pripremnim taktičkim vojnim operacijama spalio sve okolne turske čardake, zauzeo, usprkos snažnom otporu, okolna strateški važna uzvišenja, ukopao položaje svojih trupa i poduzeo druge radnje koje su mu osigurale da uspješno, premda uz velike napore i gubitke, zauzme tu, u vojnom i povijesnom smislu važnu i znamenitu, hrvatsku utvrdu. 
Premda su Turci u više navrata tijekom rata ponovno pokušali osvojiti Drežnik i Cetingrad, Daniel im, organizirajući čvrstu obranu, to nije dao. Štoviše, napao je osvajače i u samom dobro utvrđenom i sa snažnom vojnom posadom branjenom Bihaću, ali, kao ni mnogi drugi hrabri ratnici prije i poslije njega, nije uspio vratiti taj stari slobodni kraljevski grad pod hrvatsku vlast. Tako je zapadni dio prostranog područja Turske Hrvatske, nalazeći se uz rijeku Unu, s utvrdama kao što su Bihać ili tadašnji Novi Grad, odnosno Bosanski Novi, ostao pod Turcima. Habsburške carske trupe u mnogo su navrata u to doba bezuspješno pokušavale hrvatsku istočnu granicu s ondašnjim Bosanskim ejaletom (pašalukom) postaviti na samu rijeku Unu, ali je ona trajno ostala takva kakva je i danas, s Bihaćem i “Cazinskom krajinom“ zauvijek izgubljenima za Hrvatsku.
Zbog svojih iznimnih vojnih pothvata Daniel Peharnik-Hotković odlikovan je na 23. svečanoj carskoj promociji, koja je održana 19. prosinca 1790. godine, visokim odlikovanjem - Vojničkim redom Marije Terezije, a godine 1791. dodijeljen mu je i naslov baruna. 
Doživjevši samo 49 godina života umro je 4. rujna 1794. godine u Beču.

## Vanjske poveznice
- Fotografija kapele u Hotkovićevom rodnom mjestu[neaktivna poveznica]
- Stara fotografija iz 1869. godine i opis Drežnika – utvrde koju je od Turaka oslobodio Daniel Peharnik-Hotković
- Podaci u Hrvatskoj enciklopediji, sv.8/2006.
- Peharnik-Hotković – jedan od zapovjednika Vojne krajine  Arhivirana inačica izvorne stranice od 16. veljače 2021. (Wayback Machine)